# Lubiń (powiat kościański)

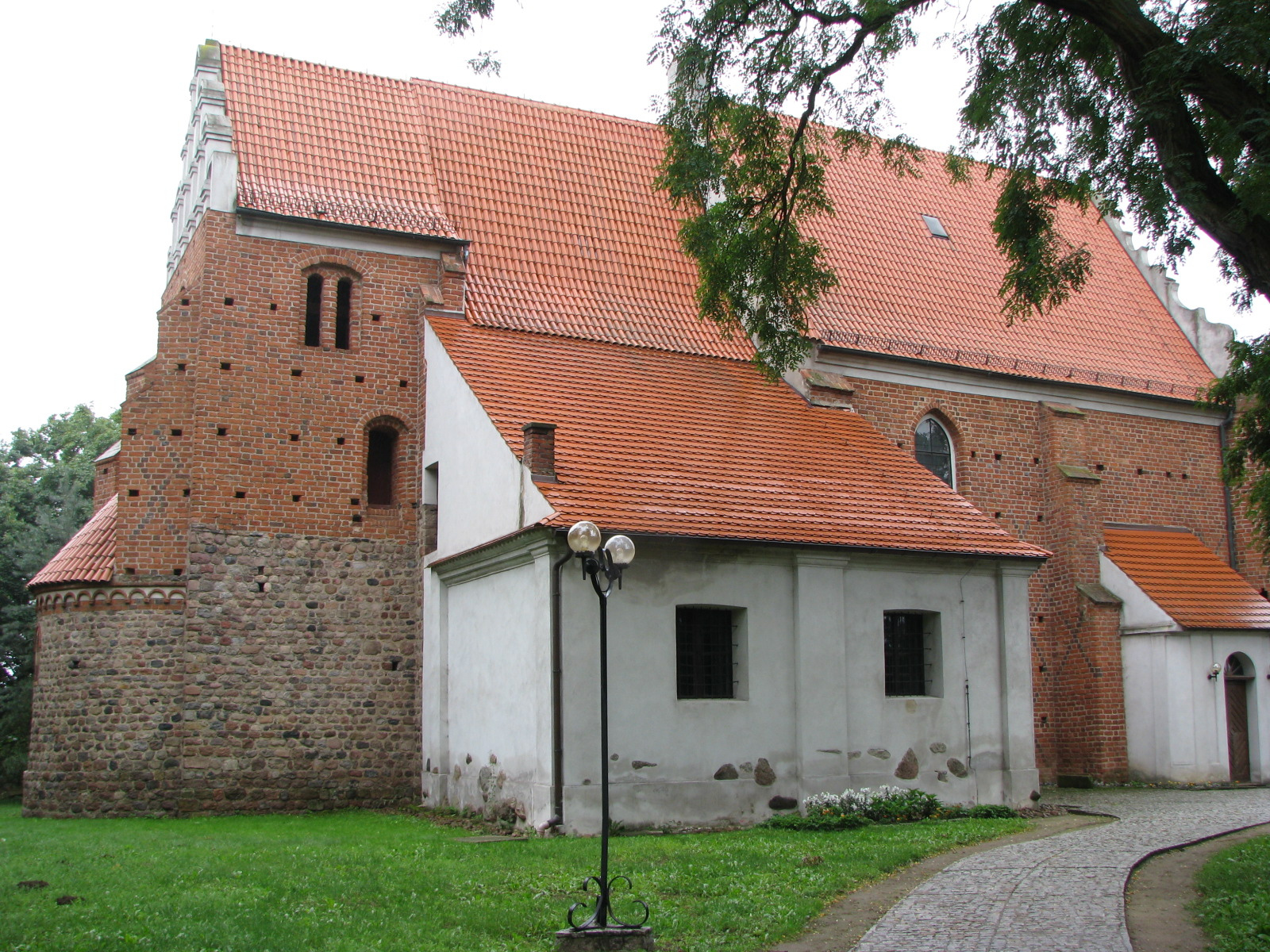
Kościół św. Leonarda

Lubiń – wieś w województwie wielkopolskim, w powiecie kościańskim, w gminie Krzywiń.
Przez wieś przebiega Wielkopolska Droga św. Jakuba – odcinek szlaku pielgrzymkowego do grobu św. Jakuba w Santiago de Compostela w Hiszpanii. Lubiń jest siedzibą klasztoru benedyktynów, jednego z najstarszych klasztorów w Polsce.

## Historia wsi
Wieś duchowna, własność opata benedyktynów w Lubiniu pod koniec XVI wieku leżała w powiecie kościańskim województwa poznańskiego.
Słownik geograficzny Królestwa Polskiego i innych krajów słowiańskich podawał, że tutejsza drukarnia ariańska działała do 1655.
W okresie Wielkiego Księstwa Poznańskiego (1815–1848) miejscowość wzmiankowana jako Lubin należała do wsi większych w ówczesnym pruskim powiecie Kosten rejencji poznańskiej. Lubin należał do okręgu krzywińskiego tego powiatu i stanowił siedzibę majątku, którego właścicielem był wówczas (1846) Szolc. W skład majątku Lubin wchodziły ponadto dwa folwarki: Zmysłowo oraz Brzezina. Według spisu urzędowego z 1837 roku Lubin liczył 381 mieszkańców, którzy zamieszkiwali 44 dymy (domostwa).
W latach 1934–1938 istniała gmina Lubiń. W latach 1954–1959 wieś należała i była siedzibą władz gromady Lubiń, po jej zniesieniu w gromadzie Krzywiń. W latach 1975–1998 miejscowość należała administracyjnie do województwa leszczyńskiego.

## Historia klasztoru benedyktynów
Początki klasztoru benedyktynów w Lubiniu sięgają XI w. Według starszej tradycji historiograficznej, wywodzącej się od Władysława Semkowicza, w 1070 komes Michał z Góry, sprowadził z Leodium (obecnie Liège w Belgii) zakon benedyktynów tworząc tu opactwo. Nowsze badania jednak skłaniają do uznania za fundatora Bolesława II Śmiałego, datę zaś według nich przesunąć należałoby na rok 1077. Podczas prac archeologicznych ujawniono fragmenty kościoła i fosy z XI w., z nieznanych przyczyn ta pierwsza budowa została jednak przerwana. Druga fundacja miała miejsce za panowania Bolesława Krzywoustego w I. poł. XII w. Według przekazów benedyktynów dobroczyńcą zakonu był możnowładca Skarbimir z rodu Awdańców, który sprowadził mnichów do Polski. Niedługo przed 1140 wymurowano niewielki kościół z ciosanego granitu, o jednej nawie, transepcie i trzech półkolistych absydach. W 1145 w nowo zbudowanym kościele pw. Najświętszej Marii Panny poświęcono ołtarz, 1 czerwca 1267 papież Klemens IV wydał bullę protekcyjną, na mocy której klasztor został objęty opieką stolicy apostolskiej.
Dzięki nadaniom i zakupom klasztor był właścicielem wielu wsi i osad w okolicy a także miast Święciechowa i Krzywiń. Do klasztoru w Lubiniu należało też ówczesne miasto Jeżów. W XIII w. klasztor rozbudowano, dobudowano m.in. kaplicę grobową księcia Władysława Laskonogiego. Kolejna przebudowa (w stylu gotyckim miała miejsce w XV w. (z tego okresu pochodzi szczyt kościoła od strony wschodniej). W XVII w. i pierwszej połowie XVIII w. kościół i klasztor przebudowano w stylu barokowym, zachowanym do dzisiaj.
Ciągła rozbudowa była możliwa pomimo faktu, że klasztor był wielokrotnie łupiony i niszczony w swojej historii, co było spowodowane m.in. jego bliskością śląskiej granicy. Według ustnych przekazów Lubiń w 1241 zniszczyli Tatarzy, w XIV w. padł ofiarą walk pomiędzy Nałęczami a Grzymalitami, w 1627 został ograbiony przez jedną z band, które wyprawiły się tu ze Śląska podczas wojny trzydziestoletniej. W czasach Zygmunta III i Władysława IV opaci klasztoru pełnili służbę dyplomatyczną, m.in. negocjując w Neapolu polsko-hiszpański traktat wojskowy. W czasie potopu szwedzkiego opactwo zostało spustoszone przez Szwedów.
Od początku istnienia Lubiń był też znaczącym ośrodkiem kultury. Sprowadzeni tu benedyktyni, stosując się do wymagań reguły zakonu, w XII w. utworzyli skryptorium, w którym przepisywano księgi liturgiczne, roczniki i dokumenty, a w późniejszym okresie przekłady fragmentów Pisma Świętego, zbiory kazań i kroniki zakonu. Z XIII wieku pochodzi zachowany rękopis Rocznika lubińskiego. Biblioteka klasztorna według spisu z 1837 liczyła 5525 tomów.
Mocą zawartego ze Stolicą Apostolską konkordatu wschowskiego w 1737 roku królowie Polski mieli prawo mianować tutaj opatów komendatoryjnych.
Po II rozbiorze Polski w 1793, kiedy Lubiń znalazł się w granicach Prus, władze stopniowo ograniczały samodzielność klasztoru, wymagając np. zgody władz na przyjmowanie zakonników do nowicjatu. Ostatecznie kasata nastąpiła w 1836. Rok wcześniej władze pruskie przejęły bibliotekę klasztorną, archiwum i pieczęcie klasztoru (część zbiorów znajduje się obecnie w archiwach archidiecezjalnych w Gnieźnie i Poznaniu); skonfiskowano też prawie 40 tys. talarów z klasztornej kasy. Kościół klasztorny stał się nowym kościołem parafialnym parafii w Lubiniu, zarządzanym przez księży diecezjalnych, a dotychczasowy kościół parafialny św. Leonarda został przejęty przez ewangelików.
Benedyktyni powrócili do Lubinia w 1924, pierwszym przeorem został Czech Linus Prochaska. Zbudowano nowy dwupiętrowy gmach klasztorny, propagowano kult Bernarda z Wąbrzeźna i ustne tradycje pobytu Mickiewicza w Lubiniu (w krużganku klasztornym umieszczono tablicę upamiętniającą przypuszczalny pobyt Mickiewicza w Lubiniu, a w jednym z pomieszczeń urządzono „pokój Mickiewicza”).
Po wybuchu II wojny światowej w 1940 w klasztorze urządzono obóz internowania dla 101 księży i zakonników z Wielkopolski, 46 z nich zostało następnie wywiezionych do obozu koncentracyjnego w Dachau, gdzie duża część księży zginęła. W latach 1941–1944 istniał tu dom starców dla Polaków, a następnie ośrodek szkoleniowy Hitlerjugend. Benedyktyni powrócili do Lubinia po wyzwoleniu 24 stycznia 1945.
Historycznie ukształtowany zespół opactwa Benedyktynów z kościołem klasztornym Narodzenia NMP, budynkami klasztornymi, kościołem św. Leonarda, parkiem, ogrodem, dwoma folwarkami, szkołą parafialną, cmentarzem, pastorówką, placem targowym oraz figurą św. Jana Nepomucena został uznany za Pomnik historii na mocy Rozporządzenia Prezydenta RP z 9 grudnia 2009.
Od początku istnienia benedyktyni nie byli zakonem kontemplacyjnym, lecz czynnie włączali się w życie otaczającej ich wspólnoty. Oprócz przepisywania ksiąg i pracy w kancelariach książęcych prowadzili szkoły w Lubiniu i Krzywiniu (w tym szkołę klasztorną wyższego rzędu i szkołę muzyczną), utrzymywali szpitale dla chorych i ubogich w Lubiniu, Gostyniu i Krzywiniu. Obecnie benedyktyni prowadzą działalność duszpasterską w parafii lubińskiej a także organizują rekolekcje i dni skupienia dla gości z zewnątrz. W klasztorze Benedyktynów mieści się też Ośrodek Medytacji Chrześcijańskiej, założony przez o. Jana Berezę, obecnie kierowany przez o. Maksymiliana Nawarę. Ośrodek proponuje medytację według starochrześcijańskiej metody modlitwy monologicznej. Działalność Ośrodka koncentruje się przede wszystkim na nauczaniu praktyki medytacji podczas weekendowych sesji medytacyjnych otwartych dla wszystkich oraz sesji dla grup zrzeszonych w Lubińskiej Wspólnocie Grup Medytacji Chrześcijańskiej. Ośrodek otwarty jest także na dialog chrześcijańsko-buddyjski. Klasztor prowadzi też szkółkę drzew oraz produkuje likier ziołowy Benedyktynka.

## Kościół św. Leonarda
Świątynia romańska z początku XIII wieku. Wzniesiona z ciosów granitowych jako kościół parafialny na wzgórzu sąsiadującym z klasztorem. Prawo patronatu kościoła należało do opactwa. Świątynia została rozbudowana z cegieł w stylu gotyckim w latach 1549–56 z inicjatywy opata Pawła Chojnackiego. Barokowy szczyt fasady pochodzi z XVII w. Dawny kościół romański stanowi prezbiterium kościoła dzisiejszego, co wyraźnie widać po materiale, z którego wzniesione są mury. Jeden z najcenniejszych zabytków budownictwa romańskiego w Wielkopolsce. Od początku istnienia do 1836 kościół św. Leonarda był kościołem parafialnym w Lubiniu. Następnie po kasacie klasztoru parafia została przeniesiona do kościoła klasztornego NMP, a w 1853 kościół św. Leonarda przekazano ewangelikom. Po II wojnie światowej kościół zwrócono benedyktynom. Wewnątrz m.in. obraz Matki Boskiej z Dzieciątkiem z poł. XVIII wieku.

## Postacie związane z Lubiniem
- Gall Anonim – pierwszy polski kronikarz, działający w XI/XII w., według pewnych hipotez był zakonnikiem z Lubinia, nie jest to jednak potwierdzone w żadnych źródłach.
- Władysław III Laskonogi (zm. 1231) – książę wielkopolski, nadał klasztorowi liczne dobra, został pochowany w Lubiniu, w kościele zachowała się jego płyta nagrobna.
- Maciej z Lubinia (zm. 1271) – benedyktyn, notariusz księcia Bolesława Pobożnego. W dokumencie z 15 czerwca 1257 po raz pierwszy użył nazwy Polonia Maior (Wielkopolska).
- Bernard z Wąbrzeźna (1575–1603) – benedyktyn, zmarły w opinii świętości. Według legendy pobłogosławił wyschniętą studnię w Grodzisku Wlkp., z której trysnęła wtedy woda, na której zaczęto później warzyć słynne piwo grodziskie. W dowód wdzięczności od 1620 do kasaty klasztoru i później w latach międzywojennych mieszkańcy Grodziska Wlkp. corocznie ofiarowywali klasztorowi beczkę piwa.
- Adam Mickiewicz (1798–1855) – podczas swojego pobytu w latach 1831–1832 gościł m.in. w okolicznych majątkach w Bielewie, Kopaszewie i Choryni. Według ustnej tradycji przy tej okazji odwiedził też Lubiń, chociaż nie jest to poparte źródłami.
- Józefat Ostrowski (1890–1939) – kapelan Wojska Polskiego, benedyktyn, historyk, bibliofil, prowadził bibliotekę klasztorną i muzeum. Autor książek „Biblioteka klasztoru benedyktynów w Lubiniu” i „Mickiewicz w Wielkopolsce 1831/32”. Zginął podczas bombardowania Warszawy we wrześniu 1939.
- Bernard Ptak (ur. 1954) – polityk, działacz rolniczy, poseł na sejm V kadencji, wieloletni mieszkaniec Lubinia.